# Fliegerhorst Gabbert
Der Fliegerhorst Gabbert war ein Fliegerhorst der Luftwaffe der Wehrmacht nahe dem pommerschen Gabbert.

## Geschichte
Der Fliegerhorst wurde im August 1939 erstmals genutzt. Eine große kreisrunde Fläche mit Grasuntergrund diente als Start- und Landebahn. Im Nordwesten befand sich ein mittlerer Reparaturhangar und dahinter im Wald Unterkunftsbaracken. Ab 1940 diente der Fliegerhorst der Ausbildung von Flugzeugführern. Dazu waren bis 1942 verschiedene Flugzeugführerschulen hier beheimatet. Die folgende Tabelle zeigt eine Auflistung ausgesuchter fliegender aktiver Einheiten (ohne Schul- und Ergänzungsverbände) die hier zwischen 1939 und 1944 stationiert waren.
| Von         | Bis            | Einheit                                          | Ausrüstung           |
| ----------- | -------------- | ------------------------------------------------ | -------------------- |
| August 1939 | September 1939 | II./KG 26 (II. Gruppe des Kampfgeschwaders 26)   | Heinkel He 111H      |
| April 1944  | Mai 1944       | I./ZG 26 (I. Gruppe des Zerstörergeschwaders 26) | Messerschmitt Me 410 |

Seit 1945 heißt der Ort Jaworze und liegt in der polnischen Woiwodschaft Westpommern.